# Orosco Anonam
Orosco Anonam (* 15. Juni 1979) ist ein ehemaliger nigerianischer Fußballspieler, der seit 2005 die Staatsbürgerschaft von Malta besitzt.
Orosco kam 1998 zum maltesischen Fußballverein Naxxar Lions und wurde sofort Stammspieler und bester Torschütze im Verein. Nach zwei erfolgreichen Saisons wechselte er zum maltesischen Rekordmeister Sliema Wanderers, wo er die nächsten 8 Jahren sehr erfolgreich spielte. Zwischendurch wurde er in der Saison 2001/02 vom ungarischen Spitzenklub Vasas Budapest ausgeliehen. Dort konnte er sich aber nicht durchsetzen und ging nach enttäuschter Saison zurück zu Sliema Wanderers. Kurze Zeit später meldete der zypriotischen Spitzenklub APOEL Nikosia sein Interesse an ihm und so wurde er dorthin verliehen. Dort kam er aber nie zum Einsatz und so ging er nach einem Jahr wieder zurück nach Malta. Dort spielte er bis 2008 wieder erfolgreich für Sliema Wanderers, ehe er zur Saison 2008/09 zum Floriana FC wechselte. Nach zwei Spielzeiten schloss er sich den Tarxien Rainbows an. Nach drei Jahren ging er zu den Pietà Hotspurs in die zweite Liga, erreichte mit seiner Mannschaft am Ende der Saison 2013/14 den Aufstieg in die Premier League. Nach dem Abstieg 2015 heuerte er bei den Ħamrun Spartans in der zweiten Liga an und erreichte mit seiner Mannschaft den Aufstieg.
Im Jahr 2017 beendete er seine Laufbahn beim Sirens FC. Dort übernahm er anschließend das Amt des Cheftrainers. Seit 2018 ist er für Zweitligist Żejtun Corinthians verantwortlich.
Für die Nationalmannschaft bestritt er 2005 immerhin 4 Länderspiele, wurde seitdem aber nicht mehr eingesetzt.